# Poslednja uloga
Poslednja uloga je 159. epizoda serijala Malog rendžera obјavljena u Lunov magnus stripu #1008. Epizoda je premijerno u Srbiji objavljena 6. decembra 2022. Koštala je 270 dinara (2,2 €, 2,5 $). Epizoda je imala 104 strane, formata A5. Izdavač јe bio Golkonda. Tiraž ove sveske bio je 3.000 primeraka. Ovo je nastavak epizode započete u LMS-1000 i LMS-1004.

## Originalna epizoda
Ova epizoda je premijerno objavljena u Italiji kao #159. pod nazivom L'ultimo Agguato u februaru 1977. godine. Nacrtao ju je Francesko Gamba i Kamilo Cufi, a scenario su napisali Dečio Kanzio i Tristano Toreli. Autor naslovne stranice je Luiđi Korteđi.

## Kratak sadržaj
Hajdrik, Pejns i šerif dolaze kod Poli u potrazi za Kitom, koji je sakriven iza zavese u njenom apartmanu. Kit se nadao da je Poli bila iskrena kada ga je sakrila, ali ona otkriva njegovo skrovište. Prilikom izlaska iz apartmana, Kit optužuje Poli da ga je izdala, nakon čega Poli počne da mu objašnjava kako je od Tevtonaca dobila sve i da mora da oduži svoj dug. Kita ponovo odvode u tamnicu i pripremaju njegovo pogubljenje. Ali on uspeva da se izvuče uz pomoć Frenkija s kojim organizuje lažno pogubljenje. Kit i Frenki nailaze na  Pajute i poglavici Žutom Losu izlažu strategiju napada na nemački dvorac. Kit i Frenki ulaze u dvorac preobučeni kao irski sveštenici. Nakon što onesposobe stražare na ulazu, spuštaju pokretni most, Pajuti ulaze u dvorac i pobiju sve tevtonske vitezove. Hajnrih, Pejns i Poli beže kroz tajni prolaz. Kit otkriva od šerifa gde vodi ovaj prolaz i uspeva da uhvati Hajnrih i Pejns. Poli se preobukla u Frenkija i zamalo uspela na prevaru da savlada Kita. Kit međutim nije hteo da je zarobi ili ubije, već ju je ostavio da tumara po Crnoj šumi.

## Preskočena epizoda u bivšoj Jugoslaviji
U bivšoj Jugoslaviji, ova epizoda (zajedno sa nastavcima) preskočena je u Lunov magnus stripu najverovatnije zbog nacističkih obeležja koja  se u njoj pojavljuju. Da je objavljena, pojavila bi se posle LMS331 Hitac u metu, koja je objavljena krajem 1978. godine.

## Repriza u Italiji
Ova epizoda reprizirana je u #80. serijala Il piccolo ranger koju u Italiji od 2012. godine reprizira izdavačka kuća If Edizione. Sveska je izašla u 14. februara 2019. godine. Naslovnu stranu je nacrtao Masimo Rotundo.  Koštala je 8 €.

## Prethodna i naredna epizoda Lunov magnus stripa
Prethodna epizoda LMS-a Velikog Bleka nosila je naziv Slomljeno srce (LMS1007).